# Stor aspticka
Stor aspticka (Phellinus populicola) är en svampart som beskrevs av Niemelä 1975. Stor aspticka ingår i släktet Phellinus och familjen Hymenochaetaceae.  Arten är reproducerande i Sverige. Inga underarter finns listade i Catalogue of Life.

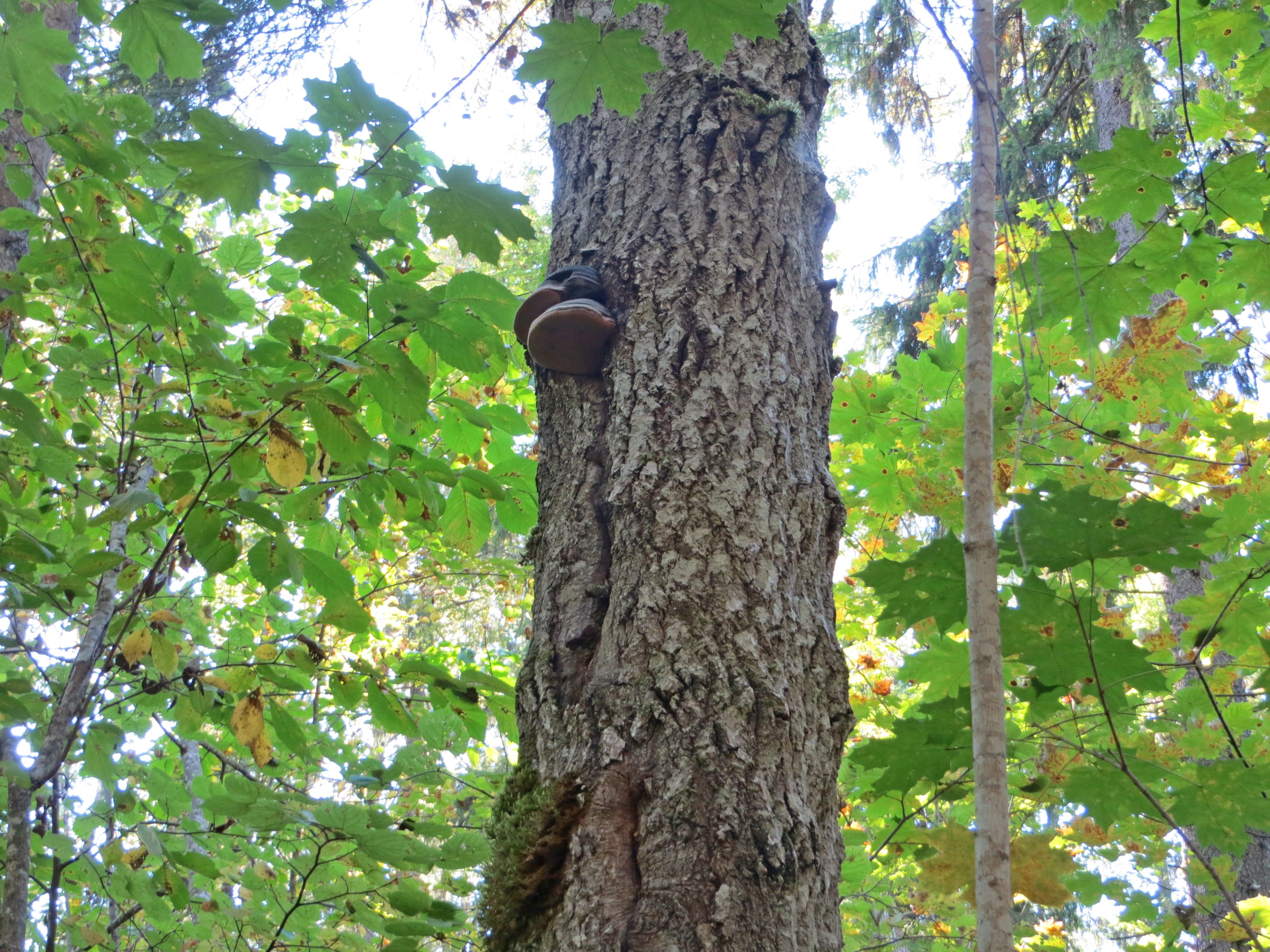
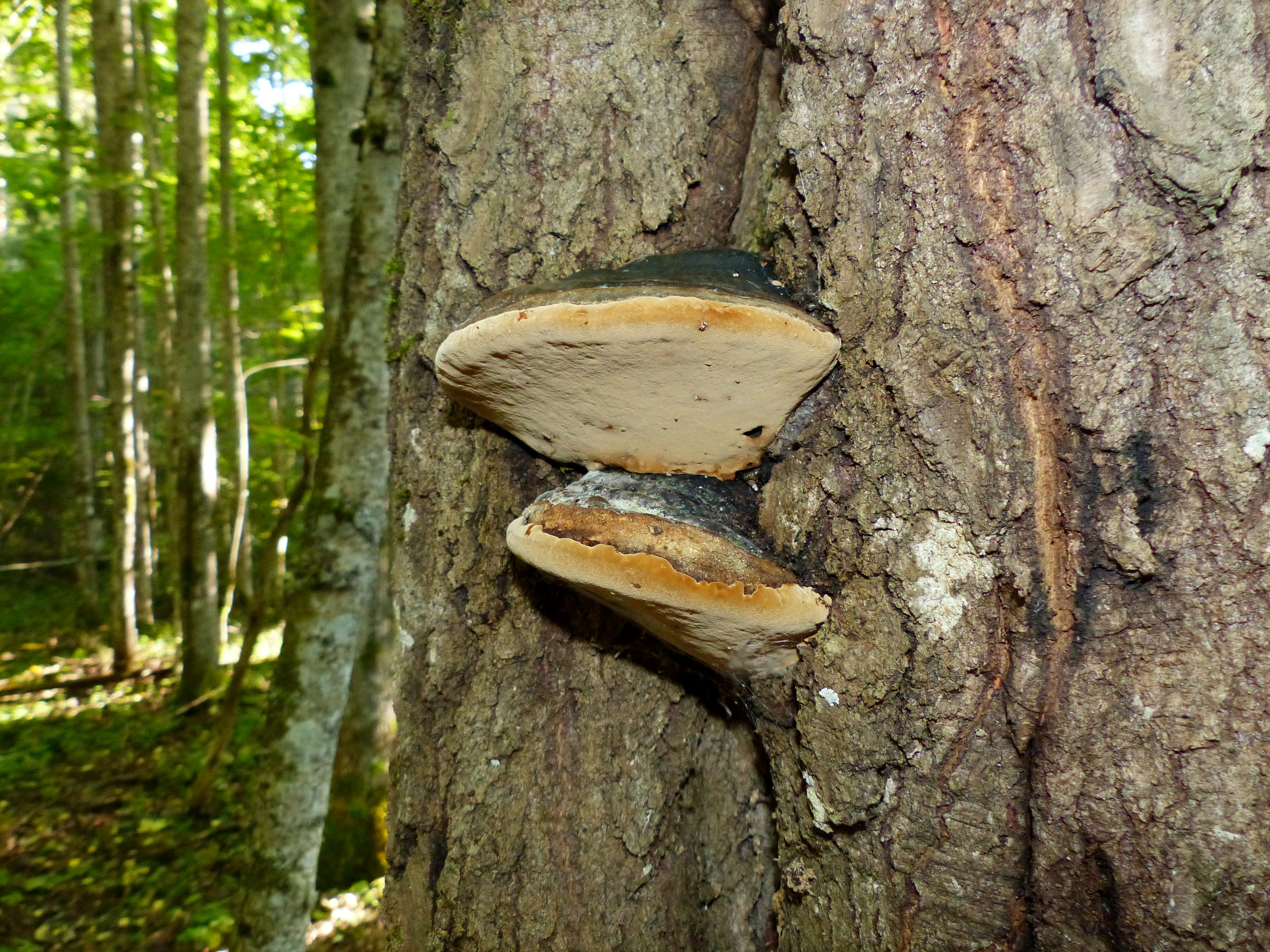